# Lake Boondooma
Lake Boondooma är en sjö i Australien. Den ligger i delstaten Queensland, omkring 220 kilometer nordväst om delstatshuvudstaden Brisbane. Lake Boondooma ligger 281 meter över havet. Arean är 18,2 kvadratkilometer. Den sträcker sig 8,1 kilometer i nord-sydlig riktning, och 9,1 kilometer i öst-västlig riktning.
I omgivningarna runt Lake Boondooma växer huvudsakligen savannskog. Trakten runt Lake Boondooma är nära nog obefolkad, med mindre än två invånare per kvadratkilometer. Genomsnittlig årsnederbörd är 809 millimeter. Den regnigaste månaden är mars, med i genomsnitt 138 mm nederbörd, och den torraste är augusti, med 18 mm nederbörd.